# Шато-Арну-Сент-Обан
Шато́-Арну́-Сент-Оба́н (фр. Château-Arnoux-Saint-Auban, окс. Castèu-Arnòs e Sant Auban) — коммуна во Франции, находится в регионе Прованс — Альпы — Лазурный Берег. Департамент коммуны — Альпы Верхнего Прованса. Входит в состав кантона Волон. Округ коммуны — Форкалькье.
Код INSEE коммуны — 04049.

## Население
Население коммуны на 2008 год составляло 5270 человек.
| 1962 | 1968 | 1975 | 1982 | 1990 | 1999 | 2008 |
| ---- | ---- | ---- | ---- | ---- | ---- | ---- |
| 5785 | 6532 | 6240 | 5576 | 5109 | 4970 | 5270 |

## Экономика
В 2007 году среди 2997 человек в трудоспособном возрасте (15—64 лет) 2041 были экономически активными, 956 — неактивными (показатель активности — 68,1 %, в 1999 году было 64,7 %). Из 2041 активных работали 1759 человек (946 мужчин и 813 женщин), безработных было 282 (100 мужчин и 182 женщины). Среди 956 неактивных 234 человека были учениками или студентами, 376 — пенсионерами, 346 были неактивными по другим причинам.

## Фотогалерея
- Замок Шато-Арну
- Военный монумент
- Вокзал